# مرغ مگس چانه‌زمردی
مرغ مگس چانه‌زمردی (نام علمی: Abeillia abeillei) نام یک گونه از زیرخانواده مگس‌مرغیان است.